# Aldehid

Formilcsoport, az aldehidek funkciós csoportja

Az aldehidek olyan szerves vegyületek, amelyek molekulájában egy vagy több formilcsoport (aldehidcsoport) található, vagyis az oxocsoport láncvégi szénatomhoz kapcsolódik. A formilcsoport egy oxigénatomból, egy szénatomból és egy hidrogénatomból áll.
Neve a latin alcohol dehydrogenatus, azaz „hidrogéntelenített alkohol”-ból származik.

## Elnevezésük
- A IUPAC szabályai szerint az aldehidek nevét a megfelelő szénatomszámú szénhidrogénből és az "-al" utótagból képezzük. Például a H2C=O aldehidnek a neve metanal, vagy a CH3-CH=O aldehid neve etanal.
- Az aldehidek köznapi (triviális) elnevezését annak a karbonsavnak a nevéből képezzük, amelyik az adott aldehid oxidációjából keletkezett. Például a H2C=O triviális neve formaldehid, a CH3-CH=O az acetaldehid.
- Ha elágazó láncú aldehidünk van akkor kiválasztjuk a leghosszabb szénláncot ami tartalmazza a -CHO-csoportot, és a számozást a formilcsoport szénatomjával kezdjük. CH3-CH(CH3)-CH2-CH(CH2-CH3)-CH=O szerkezetű aldehid neve 2-etil-4-metil-pentanal, igaz hogy a szerkezetében a leghosszabb szénlánc egy hexán de ez nem tartalmazza a -CH=O-csoportot.

## Osztályozásuk
Az aldehidek, a formilcsoporthoz kapcsolódó szénhidrogéngyök természete szerint lehetnek:
- Alifásak:
  - telített: CH3-CH2-CH2-CH=O (butanal vagy butiraldehid)
  - telítetlen: CH2=CH-CH=O (akrilaldehid vagy akrolein)
- Aromások: C6H5-CH=O (benzaldehid)
- Vegyesek: C6H5-CH2-CH=O (fenilacetaldehid)

## Izoméria
Az aldehidek izomerek a ketonokkal (keton: hasonló oxovegyület az aldehidhez, azzal a különbséggel, hogy a C=O csoport a lánc közben található nem a lánc végén, pl.: CH3-C=O-CH3, aceton), a telítetlen alkoholokkal (pl.: CH2=CH-CH2-OH, propén-3-ol) és az enolokkal.

## Kimutatásuk
Kimutathatók ezüsttükörpróbával:
{\displaystyle \mathrm {R{-}CHO+2\ Ag^{+}+2\ OH^{-}\rightarrow R{-}COOH+2\ Ag+H_{2}O} }
A Fehling-próba is alkalmas erre a célra:
{\displaystyle \mathrm {2\ Cu^{2+}+4\ OH^{-}+R{-}CHO\rightarrow R{-}COOH+Cu_{2}O+2\ H_{2}O} }

## Előállítási módszerek
Az aldehidek előállíthatók:
- a primer alkoholok enyhe oxidációjával (K2Cr2O7 katalizátor jelenlétében kénsavas közegben):

```
   CH
3
-CH
2
-OH + [O] → CH
3
-CH=O + H
2
O
      
etanol
         
acetaldehid
```

- alkinek vízaddíciójával (Kucserov-reakció, H2SO4/HgSO4 katalizátor jelenlétében):

```
   C
2
H
2
 + HOH → [CH
2
=CH-OH]         ↔         CH
3
-CH=O
   
acetilén
    
instabil enol
    
tautomerizáció
   
acetaldehid
```

## Fizikai tulajdonságaik
A különböző aldehidek tulajdonságai jelentősen eltérhetnek egymástól, a molekula többi részének szerkezetétől függően. A rövidebb szénláncú aldehidek vízben jobban oldódnak, a formaldehid és az acetaldehid például korlátlanul elegyedik vízzel. Az illékony aldehidek szúrós szagúak.
Az aldehidek spektroszkópiás módszerekkel könnyen azonosíthatók. Infravörös spektrumukban intenzív νCO sáv található 1700 cm−1 környékén. Az aldehidek 1H-NMR spektrumában a formilcsoport hidrogénje δ9 körül abszorbeál, ami a spektrum jól elkülöníthető tartománya. Ez a jel jellemző csatolást mutat az alfa-szénhez kapcsolódó protonokkal (ha van ilyen).